# Christian Fleischmann
Christian Fleischmann (* 1988 im Knoblauchsland) ist ein deutscher Koch.

## Werdegang
Nach einer Ausbildung zum Metzger und Koch war er fünf Jahre in Restaurants in Österreich und der Schweiz tätig, im Restaurant Steiereck bei Heinz Reitbauer in Wien (zwei Michelinsterne) und von 2014 bis 2015 im Schloss Schauenstein bei Andreas Caminada (drei Michelinsterne).
2017 absolvierte er die Hotelfachschule in Pegnitz.
2018 wurde er Küchenchef im Restaurant Cheval Blanc in Illschwang, das 2021 mit einem Michelinstern ausgezeichnet wurde.
Seine Frau Katharina leitet den Service.

## Auszeichnungen
- 2020: Junges Talent in Gault-Millau[8]
- 2020: Entdeckung des Jahres in Der große Restaurant & Hotel Guide[9]
- 2021: Ein Stern im Guide Michelin für das Restaurant Cheval Blanc Illschwang[6]

## Mitgliedschaften
- Jeunes Restaurateurs[10]